# Arthur Francis Fisher
Arthur Francis Fisher, britanski general, * 11. julij 1899, Weymouth, Dorset, Anglija, † avgust 1972, Salisbury, Wiltshire, Anglija.